# Отилија од Алзаса
Отилија од Алзаса (око 662 - 13. децембар 720) је светица православне и католичке цркве.

## Биографија
Отилијин живот описан је у бројним легендама. Отилија од Алзаса рођена је око 662. године у Алзасу. Отац јој је био Атих, војвода Алзаса и оснивач династије. Отац Атих годинама је очекивао да му жена роди мушког наследника. Када је коначно родила дете испоставило се да је девојчица и, штавише, да је рођена слепа. Разјарен, Атих ју је протерао од куће. Отилију су одгајале монахиње те се тако код ње развила љубав према Богу. Крстио ју је свети Ерхард у петнаестој години живота. Тада се, према легенди, догодило чудо и Отилија је прогледала. Сазнавши за радосну вест, Отилијина мајка је послала свога сина (рођеног годину дана након Отилије) да је доведе на очев двор. Долазак Отилије на двор подсетио је њеног оца на највеће разочарење у свом животу. У бесу је извадио мач и убио свога сина. Отилију је окривио за смрт свога јединог наследника, но ипак је није по други пут протерао. Покајао се због свог поступка и чак дозволио Отилији да живи у његовом дворцу. Отилија је неколико година касније побегла са двора јер је отац обећао њену руку богатом просцу. Вратила се из прогонства у Фрибургу тек онда када је од оца добила обећање да је неће удати на силу. Пред смрт, отац јој је поклонио свој дворац у Хохенбургу, а за себе и своју жену је изградио манастир у коме су обоје провели остатак живота. Отилија је у подножју брда у близини Хохенберга цркву Светог Мартина, манастир Нидермунстер, а на врху брда капелу коју је посветила Јовану Крститељу. Капела јој је постала омиљено место у којој је проводила дане у молитви. У манастиру је примала ходочаснике који су долазили из разних делова Европе, неки чак и из Шкотске. Умрла је 13. децембра 720. године. Католичка црква обележава дан свете Отилије 13. децембра. Заштитница је слепих људи, Алзаса и Француске. 